# Zigmantas Kiaupa
Zigmantas Kiaupa (ur. 29 stycznia 1942 w Pokiewni) – litewski historyk. 

## Życiorys
W 1965 ukończył studia na Wileńskim Uniwersytecie Państwowym, po czym podjął pracę w archiwum wileńskim. Od 1970 zatrudniony w Instytucie Historii Litewskiej SRR, gdzie w latach 1993–1997 stał na czele Wydziału Historii Wielkiego Księstwa Litewskiego. W 1993 został wykładowcą Uniwersytetu Witolda Wielkiego. Od 2003 legitymuje się tytułem profesora. 
Zajmuje się naukowo życiem kulturalnym, społecznym i politycznym Wielkiego Księstwa Litewskiego, historią miast litewskich oraz litewskim dziedzictwem kulturowym zagranicą. 
Jest mężem Jūratė Kiaupienė.
Postanowieniem Prezydenta RP z dnia 30 czerwca 2009 za wybitne zasługi w rozwijaniu współpracy między Rzecząpospolitą Polską a Republiką Litewską, za propagowanie wiedzy o wspólnym dziedzictwie historycznym narodów tworzących Rzeczpospolitą Obojga Narodów został odznaczony Krzyżem Oficerskim Orderu Zasługi RP

## Wybrane publikacje
- Lietuvos istorija, 2002
- Lietuvos valstybės istorija, 2004
- Šiaulių miesto istorija (iki 1940 m.), Szawle 1991
- Lietuvos istorija iki 1795 m. (wraz z J. Kiaupienė i Albinasem Kuncevičiusem, 1995, 1998, 2000)
- Baltijos šalių istorija, 1999
- Palangos istorija, 1999

## Publikacje w języku polskim
- Andrzej Rachuba, Jūratė Kiaupienė, Zigmantas Kiaupa, Historia Litwy. Dwugłos polsko-litewski, Warszawa: Wydawnictwo DiG 2008.
- Zigmantas Kiaupa, Jūratė Kiaupienė, Albinas Kuncewičius, Historia Litwy. Od czasów najdawniejszych do 1795 roku, tł. na jęz. pol. Piotr Grablunas, Warszawa: Wydawnictwo Naukowe PWN 2007.